# Mexikos Grand Prix 1989
Mexikos Grand Prix 1989 var det fjärde av 16 lopp ingående i formel 1-VM 1989.

## Resultat
1. Ayrton Senna, McLaren-Honda, 9 poäng
2. Riccardo Patrese, Williams-Renault, 6
3. Michele Alboreto, Tyrrell-Ford, 4
4. Alessandro Nannini, Benetton-Ford, 3
5. Alain Prost, McLaren-Honda, 2
6. Gabriele Tarquini, AGS-Ford, 1
7. Eddie Cheever, Arrows-Ford
8. Olivier Grouillard, Ligier-Ford
9. Martin Brundle, Brabham-Judd
10. Stefano Modena, Brabham-Judd
11. Nelson Piquet, Lotus-Judd
12. Christian Danner, Rial-Ford
13. Alex Caffi, BMS Scuderia Italia (Dallara-Ford)
14. Rene Arnoux, Ligier-Ford
15. Johnny Herbert, Benetton-Ford

### Förare som bröt loppet
- Pierluigi Martini, Minardi-Ford (varv 53, motor)
- Nigel Mansell, Ferrari (43, växellåda)
- Derek Warwick, Arrows-Ford (35, elsystem)
- Satoru Nakajima, Lotus-Judd (35, snurrade av)
- Philippe Alliot, Larrousse (Lola-Lamborghini) (28, för få varv)
- Andrea de Cesaris, BMS Scuderia Italia (Dallara-Ford) (20, upphängning)
- Gerhard Berger, Ferrari (16, växellåda)
- Stefan "Lill-Lövis" Johansson, Onyx-Ford (16, transmission)
- Thierry Boutsen, Williams-Renault (15, elsystem)
- Ivan Capelli, March-Judd (1, transmission)

### Förare som ej kvalificerade sig
- Luis Pérez Sala, Minardi-Ford
- Mauricio Gugelmin, March-Judd
- Yannick Dalmas, Larrousse (Lola-Lamborghini)
- Roberto Moreno, Coloni-Ford

### Förare som ej förkvalificerade sig
- Bertrand Gachot, Onyx-Ford
- Gregor Foitek, EuroBrun-Judd
- Nicola Larini, Osella-Ford
- Volker Weidler, Rial-Ford
- Bernd Schneider, Zakspeed-Yamaha
- Aguri Suzuki, Zakspeed-Yamaha
- Piercarlo Ghinzani, Osella-Ford
- Joachim Winkelhock, AGS-Ford
- Pierre-Henri Raphanel, Coloni-Ford